# Lesencetomaj, Veszprém
Lesencetomaj  este un sat în districtul Tapolca, județul Veszprém, Ungaria, având o populație de 1.181 de locuitori (2011). 

## Demografie
Componența etnică a satului Lesencetomaj
     Maghiari (96,52%)
     Romi (2%)
     Germani (1,48%)
Componența confesională a satului Lesencetomaj
     Romano-catolici (57,24%)
     Fără religie (13,21%)
     Reformați (1,78%)
     Necunoscută (27,43%)
     Luterani (0,34%)
Conform recensământului din 2011, satul Lesencetomaj avea 1.181 de locuitori. Din punct de vedere etnic, majoritatea locuitorilor (96,52%) erau maghiari, existând și minorități de romi (2,0%) și germani (1,48%).  Din punct de vedere confesional, majoritatea locuitorilor (57,24%) erau romano-catolici, existând și minorități de persoane fără religie (13,21%) și reformați (1,78%). Pentru 27,43% din locuitori nu este cunoscută apartenența confesională.